# معرض إيفا برلين

الشعار الرسمي لمعرض إيفا برلين.

معرض إيفا برلين أو معرض راديو برلين (بالإنجليزية: IFA - Internationale Funkausstellung Berlin)‏ واحد من أقدم المعارض الصناعية في ألمانيا والعالم، وهو مختص بالإلكترونيات الاستهلاكية والترفيهية.
يستقطب المعرض الكثير من كبرى شركات العالم المختصة بالتكنولوجيا الاستهلاكية والترفيهية، وأيضاً عالم السينما والتلفاز، أمثال سوني وأبل وسامسونج وتوشيبا وإل جي. ويتيح المعرض الفرصة لهذه الشركات للكشف عن أحدث ابتكارتها وتقنياتها لعامة الناس. كما أنه وعلى مدار تاريخ هذا المعرض، فإن العديد من التقنيات والابتكارات العالمية كانت قد انطلقت لأول مرة من خلاله، منها على سبيل المثال الأقراص المدمجة والتلفاز الملون وأول جهاز راديو مخصص للسيارات.

## تاريخ المعرض
بدأ معرض إيفا في عام 1924 في مدينة برلين، وكان مختصاً بتقنيات الراديو - لهذا فإنه يعرف باسم معرض راديو برلين - وكان يقام بشكل سنوي، إلا أنه تعرض للتوقف ما بين الأعوام 1940 - 1949, ومن ثم عاد في عام 1950 ليقام بشكل دوري كل عامين، حتى عام 2005. ومنذ ذلك الحين أصبح حدثاً سنوياً مرة أخرى ليقام بشكل مستمر في شهر سبتمبر من كل عام في برلين. وعلى مر السنين تم إضافة مختلف أنواع التكنولوجيا المنزلية والاستهلاكية إلى المعرض.

## أهم الأحداث
قائمة بأهم الأحداث التي مرت على المعرض:
- 1926: افتتاح برج راديو برلين, واحد من أشهر المعالم في برلين. وكانت هذه السنة الأولى التي يتم فيها نقل تقارير إذاعية على الهواء مباشرة من داخل المعرض.
- 1928: القيام ببث تلفزيوني تجريبي لصورة تتكون من 30 خط، بحجمٍ أكبر بقليل من قطعة نقد معدنية.
- 1930: ألقى ألبرت أينشتاين خطاب إذاعي مباشر.
- 1932: عرض أول جهاز راديو مخصص للسيارات في العالم.
- 1933: تقديم جهاز الإستقبال اللاسلكي - مذياع الشعب (Volksempfänger) - طراز (VE 301), وقد تم بيع 100000 مذياع خلال فترة المعرض.
- 1935: حريق يدمر قاعة المعرض في قاعدة برج راديو برلين، وتدمير جميع المعروضات وإلحاق أضرار في المطعم التابع للبرج.
- 1937: عرض أول جهاز تلفاز ملون.
- 1939: تقديم أول جهاز تلفاز بأسعار معقولة، طراز (E1).
- 1950: أول افتتاح لمعرض إيفا بعد الحرب، وقد أُفتتح في مدينة دوسلدورف في ألمانيا الغربية.
- 1967: ألقى مستشار ألمانيا ويلي برانت بث تلفزيوني ملون على الصعيد الوطني.
- 1981: عرض الأقراص المدمجة (سي دي) في المعرض للمرة الأولى.
- 1983: عرض بعض الابتكارات في مجال التلفاز مثل تقنية الفيديو كونفرنس, وأجهزة إستقبال رقمية.
- 1989: عرض بعض الابتكارات في مجال الاتصالات منها هواتف السيارات والهواتف النقالة.

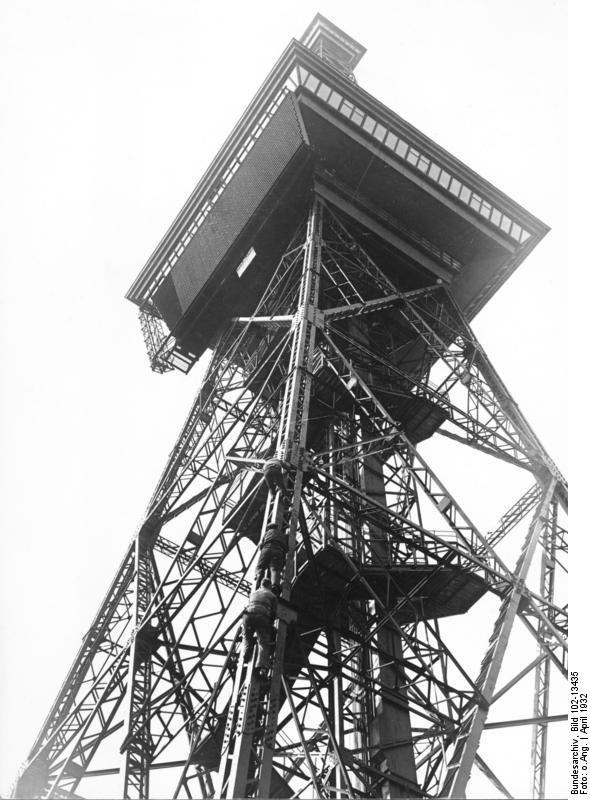
صورة لبرج راديو برلين التقطت عام 1932.
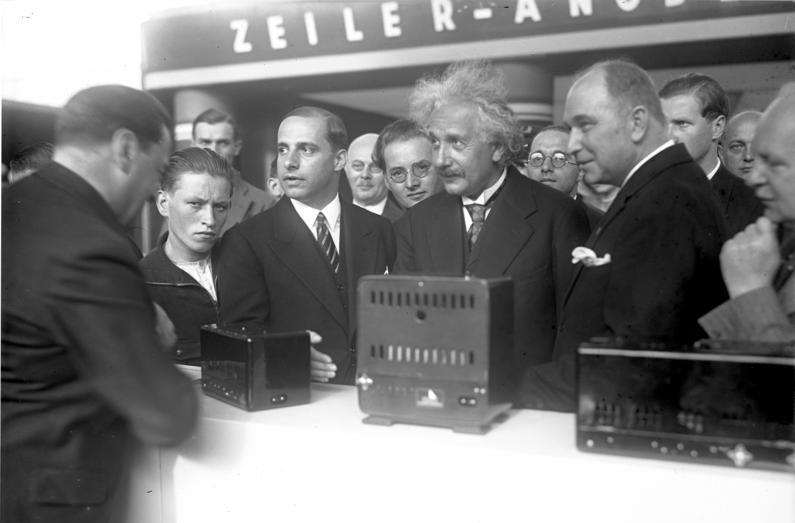
ألبرت أينشتاين أثناء تواجده في المعرض عام 1930.
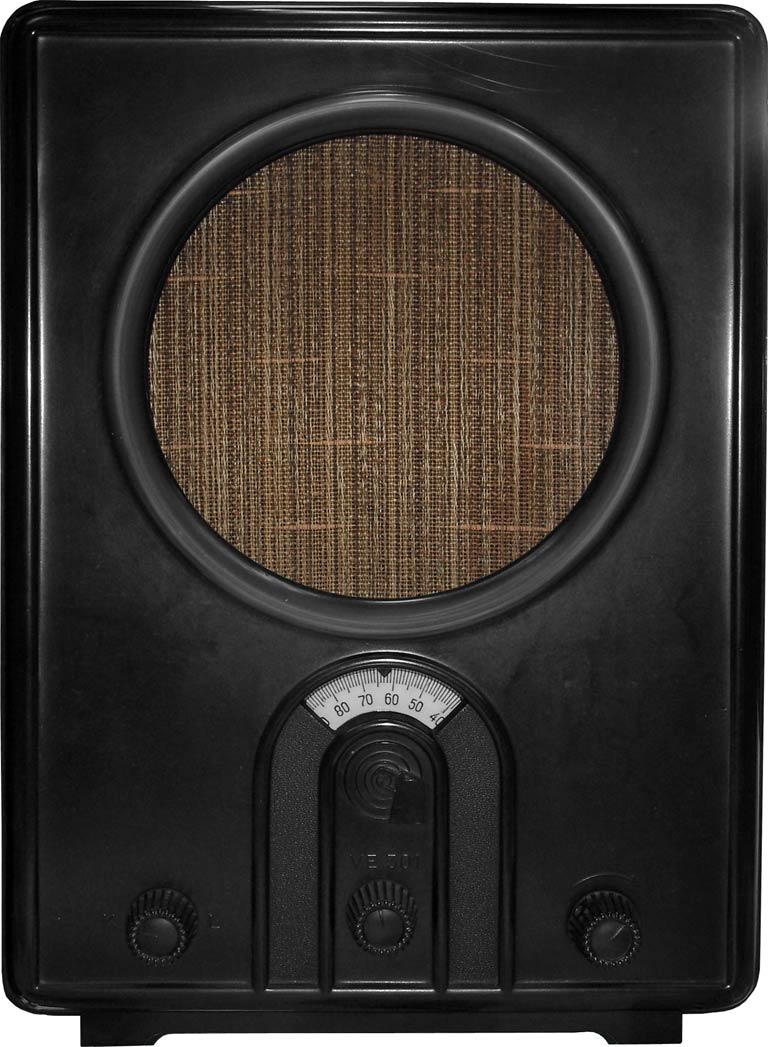
جهاز الإستقبال اللاسلكي, مذياع الشعب.
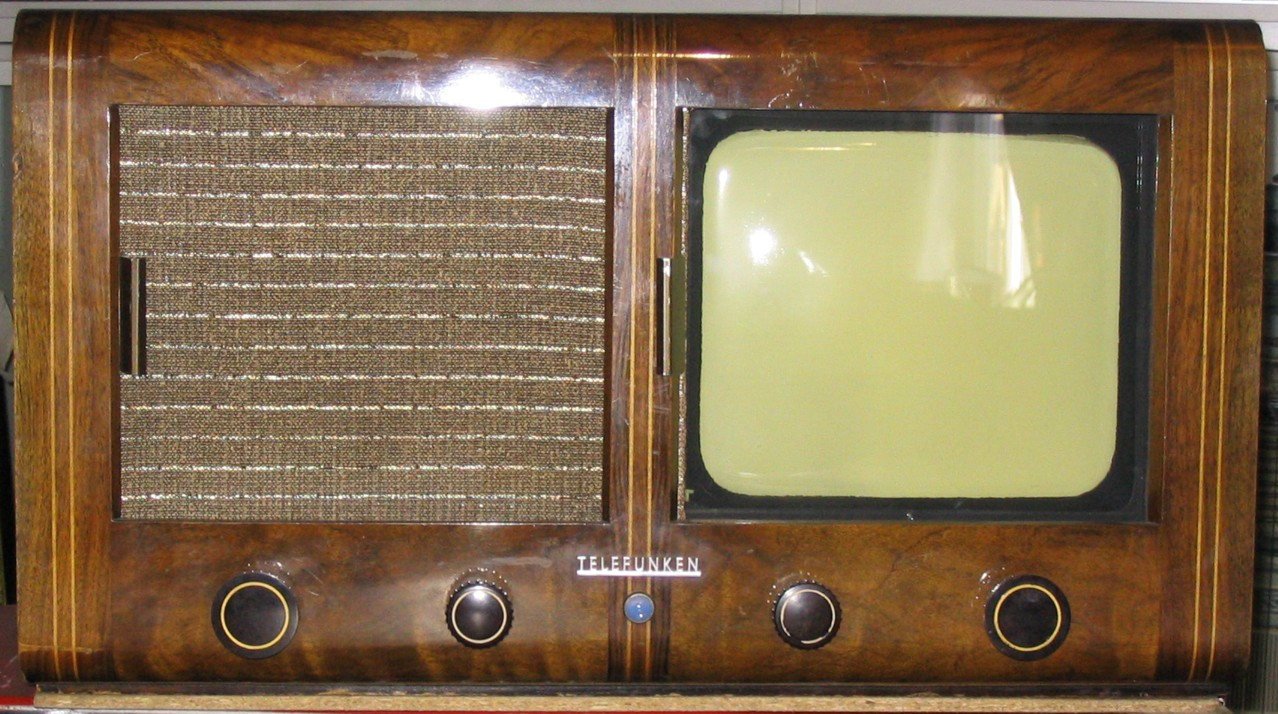
جهاز تلفاز طراز (E1).